# رايموند هوموت
رايموند هوموت (بالهولندية: Raymond Homoet)‏ (22 سبتمبر 1980 بهورن في هولندا - ) هو لاعب كرة قدم هولندي في مركز حراسة المرمى. شارك مع منتخب جزر الأنتيل الهولندية لكرة القدم. أما مع النوادي، فقد لعب مع نادي فولندام وAFC Ajax (amateurs) ‏.

## وصلات خارجية
- رايموند هوموت على موقع الاتحاد الدولي (مؤرشف)  (الإنجليزية)
- رايموند هوموت على موقع قاعدة بيانات كرة القدم.إي يو (الإنجليزية)
- رايموند هوموت على موقع ناشيونال فوتبول تيمز (الإنجليزية)